# Rafael Cansinos Assens
Rafael Cansinos Assens (Sevilla, 1882 — Madrid, 1964) va ser un poeta, novel·lista, traductor i crític literari en castellà, provinent d'una família jueva, Pertanyent a la generació del 14 o noucentisme el seu estil s'emmarca en el modernisme i l'ultraisme.
Cansinos parlava diversos idiomes i va tenir un gran reconeixement tant com a traductor com pels seus assajos i novel·les. Va traduir a l'espanyol Les mil i una nits, parts del Talmud, l'Alcorà, així com obres de Dostoievski, Goethe, Balzac i Leonid Andréiev.

## Obres
- El pobre Baby (1915)
- El eterno milagro (1918)
- La huelga de los poetas (1921)
- La nueva literatura (1917-27).